# Albert Meyer (Politiker, 1870)

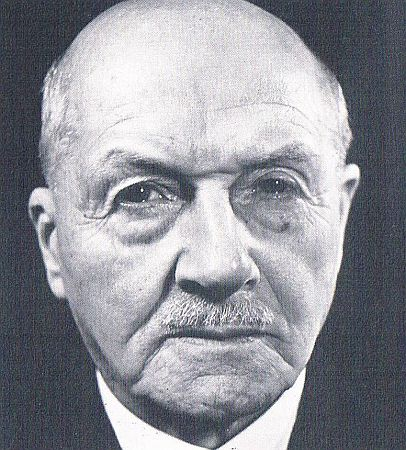
Albert Meyer

Albert Meyer (* 13. März 1870 in Fällanden; † 22. Oktober 1953 in Zürich; heimatberechtigt in Fällanden und Zürich) war ein Schweizer Politiker (FDP) und Journalist. Nach dem Studium arbeitete er für kurze Zeit als Beamter, bevor er 1897 zur Redaktion der Neuen Zürcher Zeitung wechselte. Dort übernahm er die Leitung der Handelsabteilung und war ab 1915 Chefredaktor. Von 1907 bis 1927 gehörte er dem Grossen Stadtrat von Zürich an, 1915 erfolgte die Wahl in den Nationalrat. Nachdem er in den Bundesrat gewählt worden war, stand Meyer ab 1930 zunächst dem Departement des Innern vor. 1934 übernahm er die Leitung des Finanz- und Zolldepartements. Als Finanzminister wehrte er sich gegen die Abwertung des Schweizer Franken, musste sich aber 1936 (als er Bundespräsident war) dem Mehrheitsbeschluss des Bundesrates fügen. Er strebte nach einer dauerhaften Neuordnung der Bundesfinanzen, brachte jedoch nur eine provisorische Lösung durch und trat Ende 1938 zurück.

## Biografie

### Studium und Beruf
Er war das zweite Kind des Landwirts Johann Jakob Meyer, der im Kantonsrat des Kantons Zürich sass und auch Gemeindepräsident von Fällanden war. Albert Meyer besuchte die Primar- und Sekundarschule in seinem Geburtsort, anschliessend die Kantonsschule Zürich. Nach bestandener Matura studierte er Rechtswissenschaft und Volkswirtschaft an den Universitäten Zürich, Berlin und Leipzig. Er promovierte im Jahr 1895 und begann als Finanzsekretär der Stadt Zürich zu arbeiten. Nach nur zwei Jahren beendete er seine Beamtenlaufbahn und wechselte zur Neuen Zürcher Zeitung. In der Redaktion übernahm er sogleich die Leitung der Handelsabteilung. 1900 heiratete er Elisabeth von Orelli, die Tochter des Kreisforstmeisters von Zürich, Kaspar Adolf von Orelli. Nach 18-jähriger Tätigkeit als Redaktor folgte 1915 die Ernennung zum Chefredaktor, womit er den verstorbenen Walter Bissegger ablöste.
In der Schweizer Armee war Meyer Oberstleutnant der Infanterie. Von 1926 bis 1930 gehörte er dem Verwaltungsrat der Schweizerischen Depeschenagentur an.

### Kantons- und Bundespolitik
Meyers politische Karriere begann 1907 mit der Wahl zum Mitglied des Grossen Stadtrats von Zürich – ein Amt, das er bis 1927 ausübte. Nach Bisseggers Tod war dessen Sitz im Nationalrat freigeworden. Die Nachwahl im Wahlkreis Zürich-Südwest fand am 27. Juni 1915 statt, als einziger offizieller Kandidat schaffte Meyer die Wahl mühelos. Im Nationalrat beschäftigte er sich überwiegend mit der Finanz-, Währungs- und Wirtschaftspolitik. Um die damals häufigen Missbräuche im Emissionswesen einzudämmen, setzte er sich erfolgreich für eine Zulassungsstelle ein. Zwar suchte er einen Ausgleich mit den Sozialdemokraten, doch bekämpfte er energisch die Volksinitiative für die einmalige Vermögensabgabe; auch der Freiwirtschaft stand er ablehnend gegenüber. Von 1923 bis 1929 war Meyer Parteipräsident der FDP Schweiz, zudem war er von 1927 bis 1929 Mitglied des Bankrates und des Bankausschusses der Schweizerischen Nationalbank.
Durch den Rücktritt von Robert Haab und den Tod von Karl Scheurer gab es 1929 im Bundesrat gleich zwei Vakanzen, womit die Möglichkeit bestand, die parteipolitische Zusammensetzung zu erweitern. Dass die Bauern-, Gewerbe- und Bürgerpartei einen dieser Sitze erhalten würde, war weitgehend unbestritten (gewählt wurde Rudolf Minger). Hingegen wehrte sich die FDP vehement gegen den Einzug der Sozialdemokraten in die Landesregierung. Während die SP mit Emil Klöti, dem Stadtpräsidenten von Zürich, einen durchaus ernstzunehmenden Kandidaten aufstellte, tat sich die FDP mit der Kandidatensuche schwer und einigte sich nach längerem Suchen auf den Zürcher Ständerat Oskar Wettstein. Da dieser dem demokratischen Parteiflügel angehörte, stiess er bei einem Teil der Deutschschweizer Freisinnigen und den Westschweizern auf Ablehnung. Bei der Bundesratswahl am 12. Dezember 1929 erhielt Wettstein im ersten Wahlgang 91 Stimmen, Klöti 60 und der nicht nominierte Meyer 81. Letzterer übernahm im zweiten Wahlgang die Führung, gab diese nicht mehr ab und setzte sich schliesslich im vierten Wahlgang mit 112 zu 87 Stimmen gegen Wettstein durch. Nach einem Tag Bedenkzeit nahm er die Wahl an.

### Bundesrat

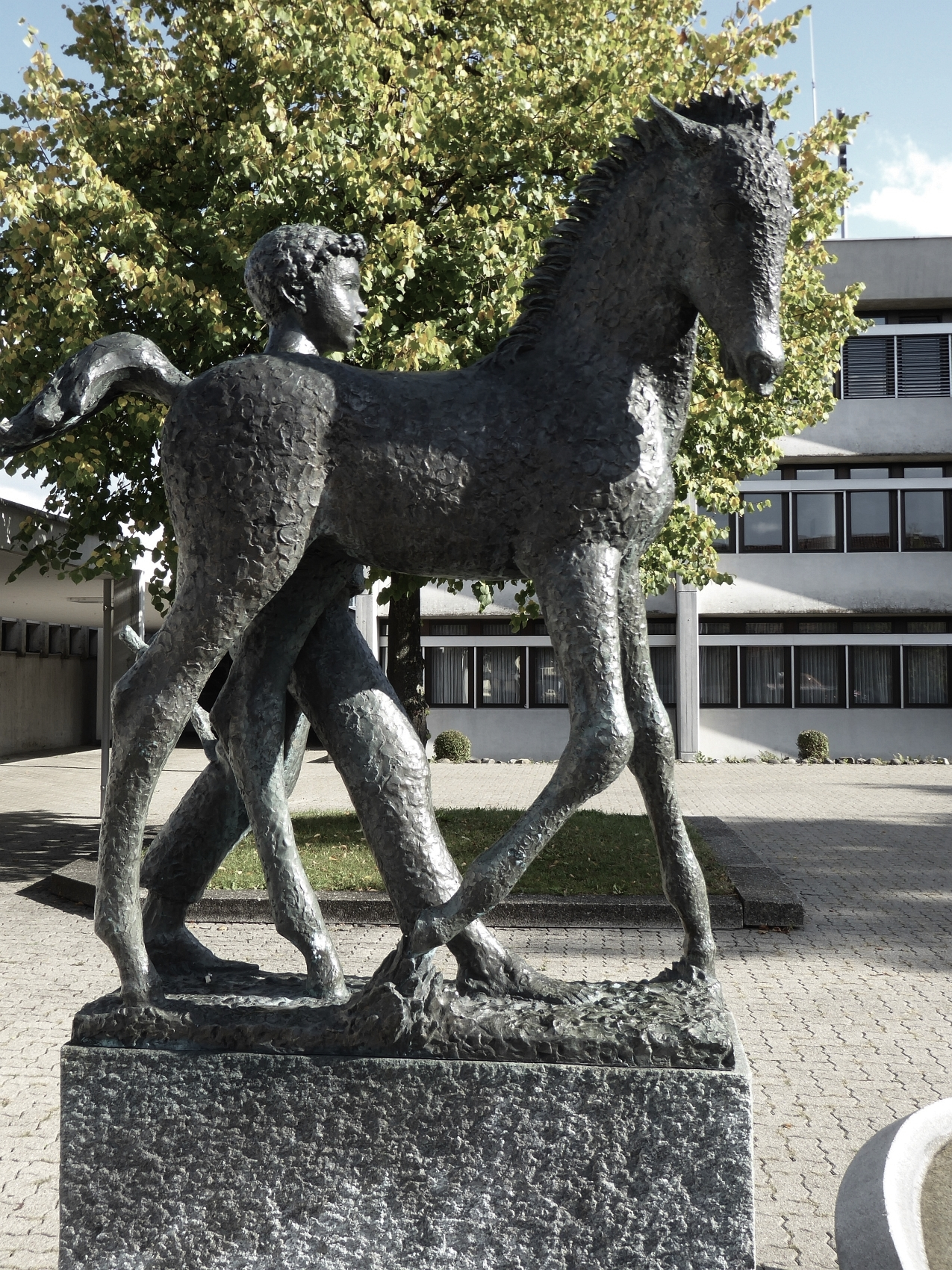
Brunnenplastik, Gemeindeplatz von Fällanden

Meyer stand ab 1. Januar 1930 dem Departement des Innern vor. Während der Weltwirtschaftskrise konnte er in diesem Amt nur wenig bewirken, zumal Kultur und Wissenschaft angesichts der zahlreichen finanz- und wirtschaftspolitischen Probleme eine sekundäre Rolle spielten. Nachdem Heinrich Häberlin und Jean-Marie Musy als Folge der Niederlage in der Volksabstimmung über die Verschärfung der Staatsschutzbestimmungen des Bundesrechts (Lex Häberlin II) zurückgetreten waren, nutzte Meyer die sich bietende Chance, am 1. Mai 1934 die Leitung des bedeutend einflussreicheren Finanz- und Zolldepartements zu übernehmen – zu einem Zeitpunkt, als sich die Krise in der Schweiz erst dem Höhepunkt näherte. Er betrachtete den Goldstandard und stabile Wechselkurse als unerlässlich, um die Deflation zu überwinden, weshalb er die von der Exportwirtschaft geforderte Abwertung des Schweizer Frankens klar ablehnte. Damit stand er im Gegensatz zu seinem Amts- und Parteikollegen Edmund Schulthess.
1936 amtierte Meyer als Bundespräsident, musste aber in seinem Präsidialjahr eine schwere politische Niederlage hinnehmen. Nachdem Frankreich am 24. September den Franc abgewertet hatte, konnte er seinen Widerstand nicht länger aufrechterhalten. Zwei Tage später beschloss der Bundesrat mit fünf zu zwei Stimmen, den Franken ebenfalls um 30 % abzuwerten; nur Johannes Baumann teilte die Ansicht Meyers. Der Bundespräsident musste seine persönlichen Bedenken dem Mehrheitsbeschluss unterordnen und diesen am 27. September über Radio der Öffentlichkeit erklären. Nur drei Wochen später konnte er jedoch in einer weiteren Radioansprache vermelden, dass die unter seiner Schirmherrschaft stehende Wehranleihe um das Zweieinhalbfache überzeichnet worden war.
Eine Reform der Finanzordnung sollte verschiedene seit 1915 erfolgte provisorische Regelungen ersetzen. 1935 legte Meyer nach intensiven Beratungen zunächst ein befristetes Finanzprogramm vor, das die Erhöhung der Kriegssteuer sowie Kürzungen bei Bundesbeiträgen und Beamtenlöhnen vorsah. Gegen den Widerstand der SP nahmen National- und Ständerat diese Vorlage im Januar 1936 an. Nun ging Meyer daran, eine definitive Lösung zu finden und strebte nach einer möglichst breiten Grundlage für einen Konsens. Die neue Vorlage scheiterte jedoch am 24. Juni 1938 im Nationalrat mit einem Zufallsmehr von 60 zu 61 Stimmen, wobei über ein Drittel der Ratsmitglieder entweder gar nicht anwesend war oder sich der Stimme enthielt. Eine daraufhin ausgearbeitete, auf drei Jahre befristete Übergangslösung fand hingegen vier Monate später die Zustimmung beider Räte.

### Weitere Tätigkeiten

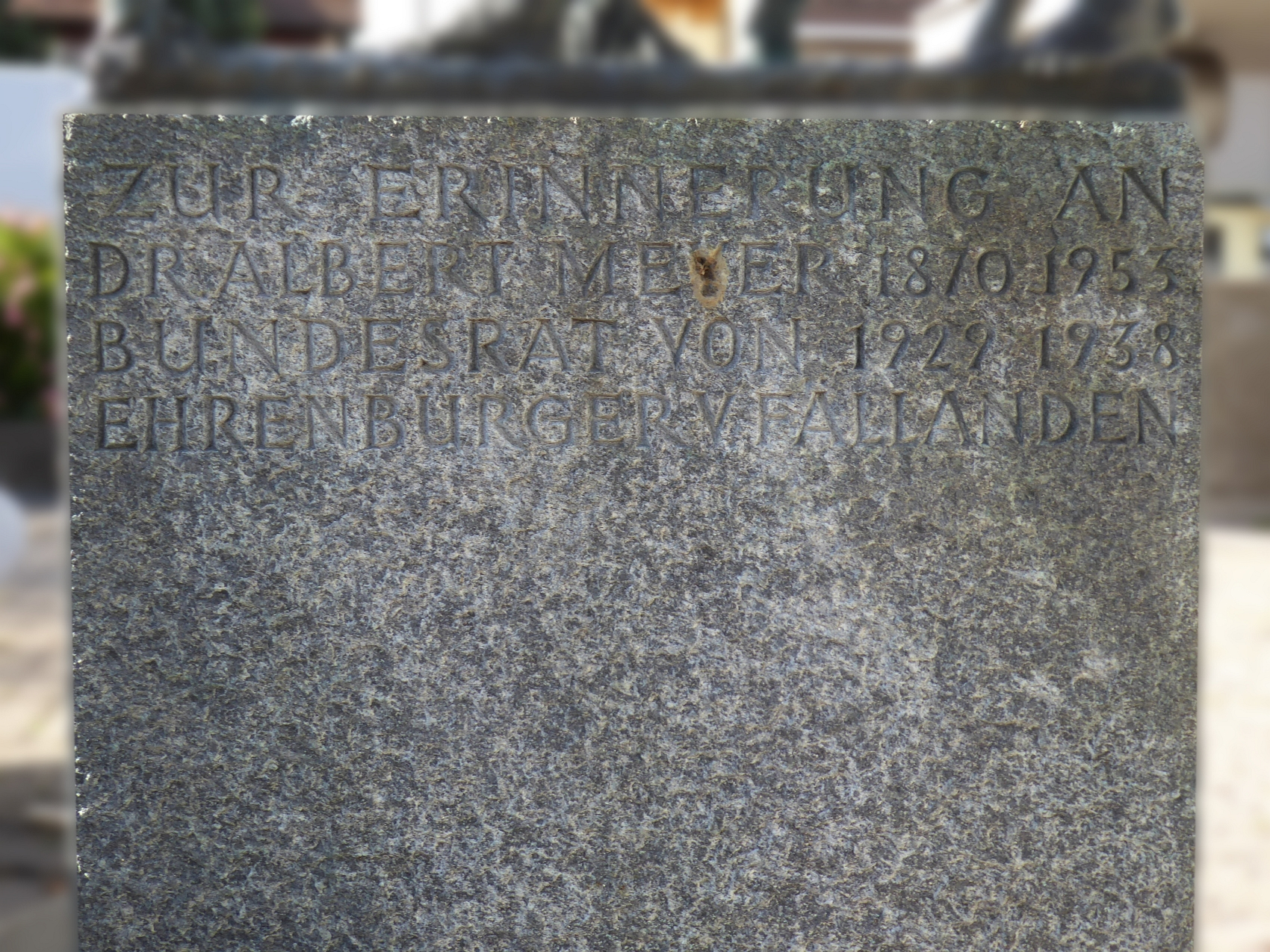
Sockelinschrift der Plastik, Fällanden

Nachdem der entsprechende Bundesbeschluss am 27. November 1938 auch in einer Volksabstimmung deutlich angenommen worden war, sah Meyer seine Aufgabe als erledigt an und erklärte am 6. Dezember seinen Rücktritt auf Ende Jahr. Er zog nach Zürich zurück, wo er bis 1944 dem Verwaltungskomitee der Neuen Zürcher Zeitung angehörte. Eine Zeitlang präsidierte er auch die Gottfried Keller-Gesellschaft (1939–1943) und die Gottfried Keller-Stiftung. Politisch betätigte er sich als Redner bei Parteiveranstaltungen, 1941 trat er als Gegner der Volksinitiative zur Neuordnung des Alkoholwesens in Erscheinung. Ab 1946 litt er an einer schweren Krankheit und musste von seiner Nichte gepflegt werden. Er verstarb im Oktober 1953 und wurde auf dem Zürcher Friedhof Fluntern beigesetzt, seine Grabstätte ist aufgehoben worden.
Meyer war Ehrenbürger von Fällanden. Die zu seinen Ehren aufgestellte Bronzeplastik des in Hombrechtikon heimatberechtigten Künstlers Walter Hürlimann wurde im Wachsausschmelzverfahren (Cera persa) bei Brotal in Mendrisio gegossen.